# 玉之浦町
玉之浦町（たまのうらちょう）は、長崎県の五島列島福江島の南西部にかつてあった町である。2004年8月1日に福江市、南松浦郡富江町、三井楽町、岐宿町、奈留町と合併して五島市となった。旧玉之浦町役場は五島市役所玉之浦支所となっている。

## 地理
五島列島福江島の南西部に位置した。

## 歴史
- 1889年（明治22年）4月1日 - 町村制施行により南松浦郡玉之浦村が成立する。
- 1933年（昭和8年）11月3日 - 町制施行し、玉之浦町となる。
- 2004年（平成16年）8月1日 - 福江市、南松浦郡富江町、三井楽町、岐宿町、奈留町と合併し五島市となって消滅した。

## 地名
五島市合併時に末尾の「郷」を廃止。
- 荒川郷
- 幾久山郷（いつくやま）
- 小川郷
- 大宝郷（だいほう）
- 立谷郷（たちや）
- 玉之浦郷
- 丹奈郷
- 中須郷

2004年、合併半年前に、以下の郷ができる。
- 上の平郷（幾久山郷から分立、かみのひら）
- 頓泊郷（丹奈郷から分立、とんとまり）
- 布浦郷（荒川郷から分立）

## 教育
中学校
- 玉之浦町立玉之浦中学校

小学校
- 玉之浦町立玉之浦小学校
- 玉之浦町立平成小学校

## 観光・名所

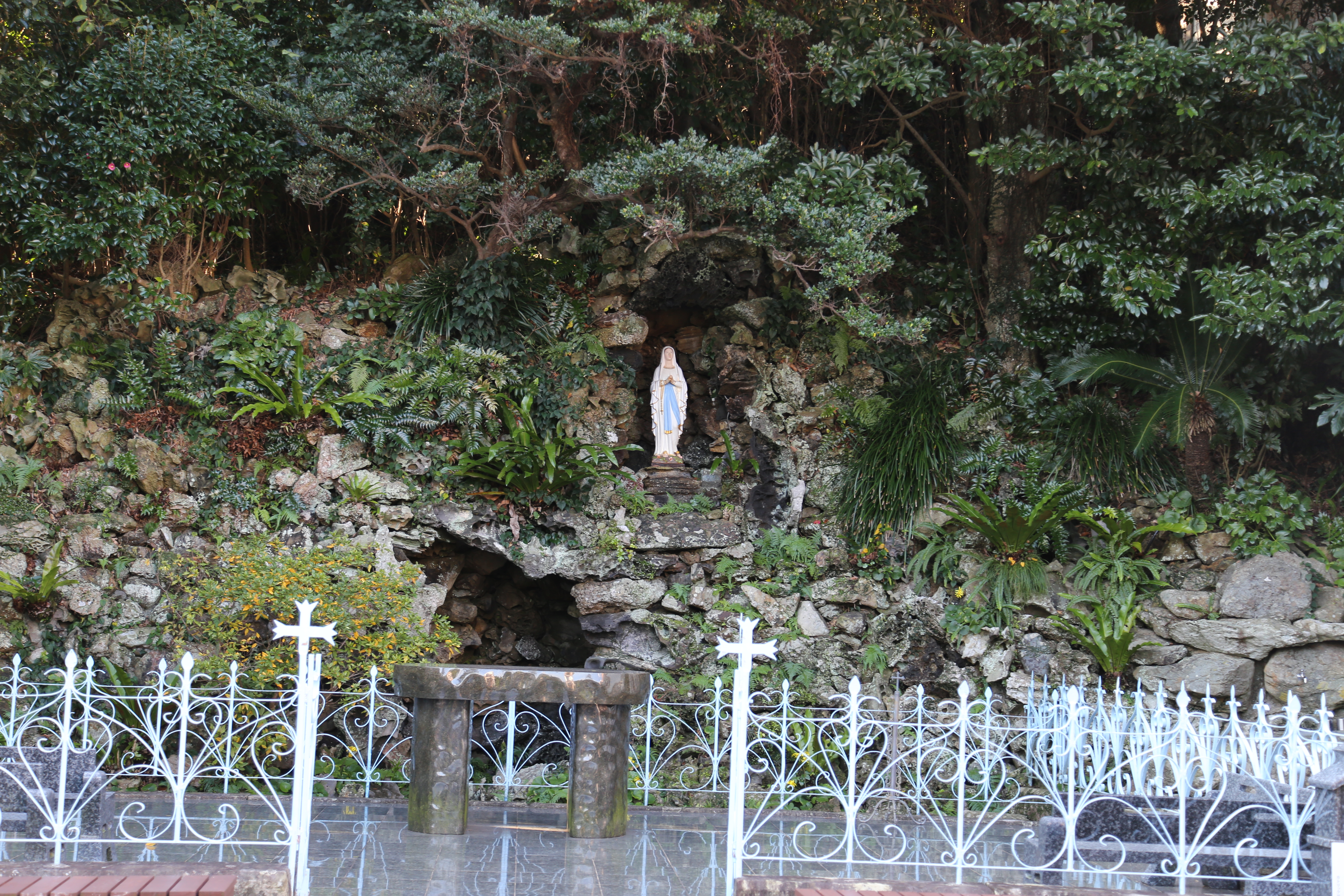
五島市玉之浦町の井持浦ルルド

- 大瀬埼灯台
- 井持浦教会

- 荒川温泉
- 頓泊海水浴場
- 西方寺
- 大宝寺
- 立谷教会跡
- 玉之浦カントリーパーク